# When I'm with You
«When I'm with You»  es una power ballad de la banda canadiense de rock Sheriff. Fue lanzada en enero de 1983 en Canadá como el segundo sencillo de su álbum debut homónimo.
En marzo de 1983 alcanzó el número ocho en la lista RPM Top Singles en Canadá, donde fue su mayor éxito. En los Estados Unidos, entró en el Billboard Hot 100 el 14 de mayo y alcanzó el número 61 cuatro semanas después.
En noviembre de 1988, Jay Taylor, director musical de KLUC en Phoenix comenzó a reproducir la canción, y finalmente otras estaciones de radio a nivel nacional siguieron su ejemplo. Esto animó a Capitol Records a relanzar la canción como sencillo.
"When I'm With You" volvió a entrar en el Billboard Hot 100 el 26 de noviembre de 1988 y el 4 de febrero de 1989 alcanzó el número uno en los Estados Unidos. También llegó al número uno en la lista Billboard Adult Contemporary.
Guinness World Records incluye "When I'm With You" como la "nota vocal más larga en un sencillo de éxito en Estados Unidos", que cuenta con una nota cronometrada en 19,3 segundos" interpretada por el cantante principal Federico 'Freddy' Curci.
Fue certificado disco de oro en Estados Unidos por la RIAA y en Canadá por Music Canada.

## Lista de canciones
sencillo 7" (1983 - Capitol Records – B-5199)
A. "When I'm with You" – 3:55
B. "Crazy Without You" – 3:52
sencillo 7" (1989 - Capitol Records – B-44302)
A. "When I'm with You" – 3:54
B. "Give Me Rock 'N' Roll" – 3:41

## Posicionamiento en listas
| Lista (1983)                        | Máxima posición |
| ----------------------------------- | --------------- |
| Canadá (RPM Top Singles)            | 8               |
| Estados Unidos (Billboard Hot 100)  | 61              |
| Lista (1988–1989)                   | Máxima posición |
| Estados Unidos (Billboard Hot 100)  | 1               |
| Estados Unidos (Adult Contemporary) | 1               |